# Václav Rašilov

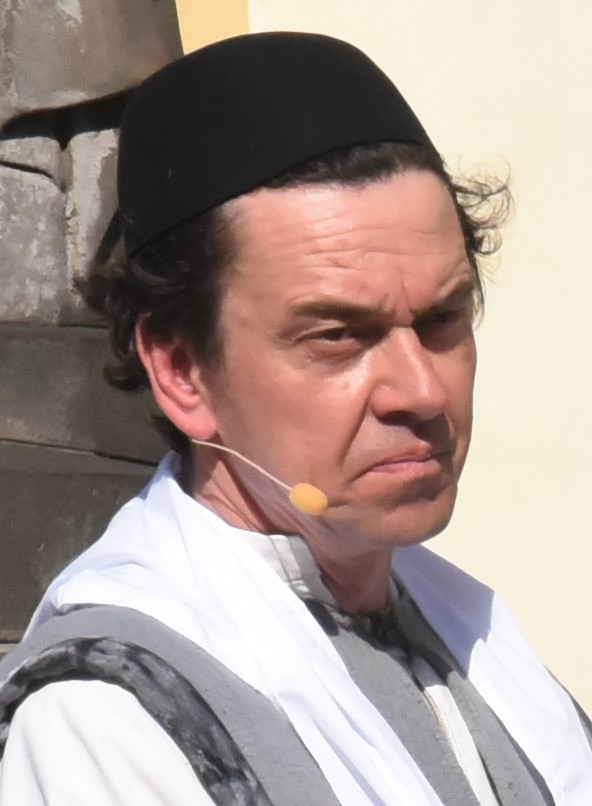
Václav Rašilov als Hannas, 2024

Václav Rašilov (* 14. Februar 1976 in Prag, Tschechoslowakei) ist ein tschechischer Schauspieler und Musiker.
Václav Rašilov ist der Sohn des Kameramannes Saša Rašilov und Enkel des Schauspielers Saša Rašilov. Sein Bruder Saša Rašilov ist ebenfalls Schauspieler.
Rašilov studierte an der Theaterfakultät der Akademie der darstellenden Künste in Prag und an der Akademie der musischen Künste in Prag.
Er ist verheiratet und hat einen Sohn.

## Filmografie (Auswahl)
- 2005–2008: Die Gasse
- 2017: Der arme Teufel und das Glück